# Тик (тканина)

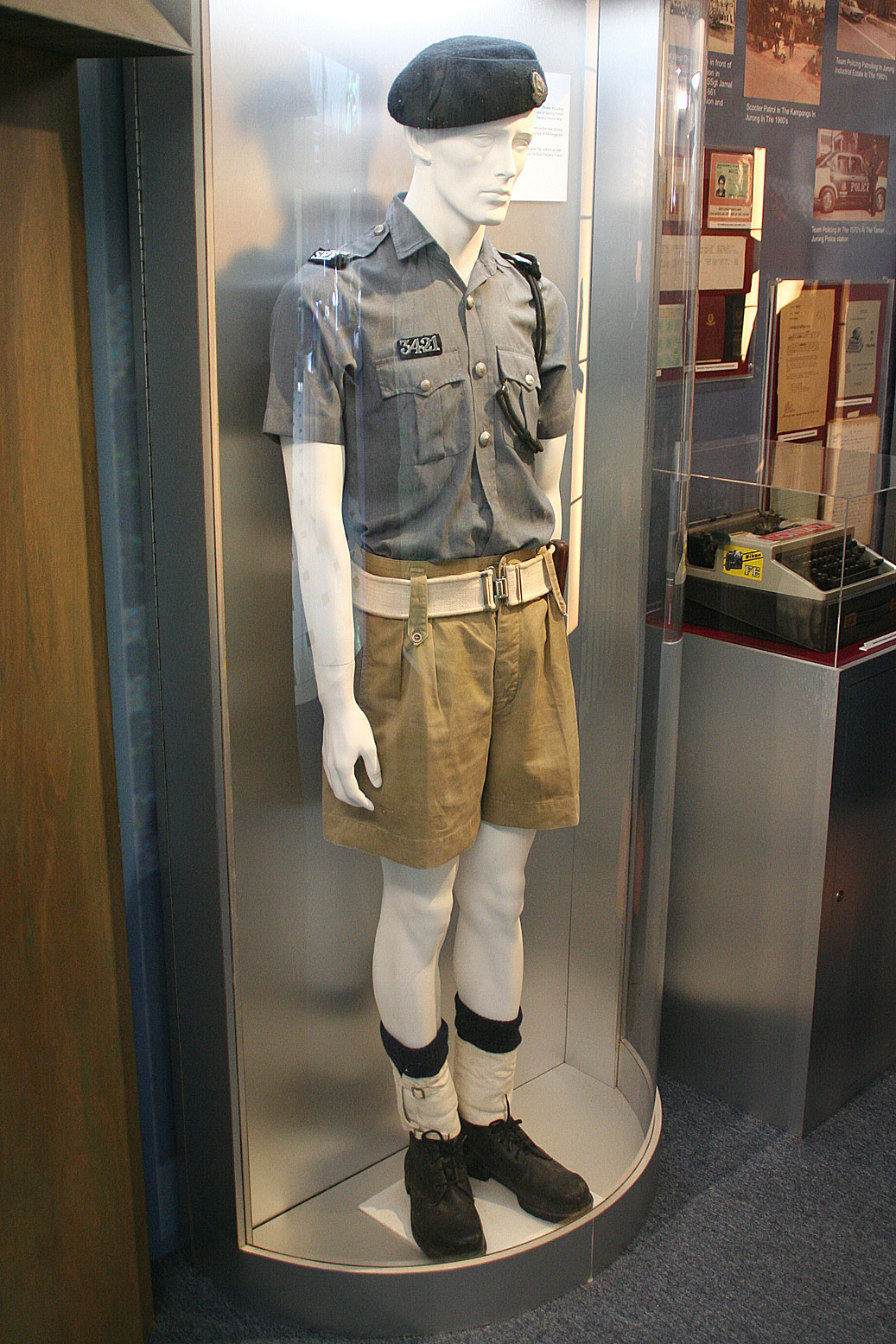
Тикова уніформа

Тик (від нід. tijk або англ. tick) — цупка бавовняна тканина саржевого переплетення ниток.
Легкий тик використовують для виготовлення спортивного одягу, важчий — у корсетах, робочому одязі та уніформі, у тому числі — у військовій. Також тик використовується для виготовлення матраців, меблевих чохлів, завіс, пошивок тощо.